# Largo (Maryland)
Largo és una concentració de població designada pel cens dels Estats Units a l'estat de Maryland. Segons el cens del 2000 tenia 8.408 habitants.

## Demografia
Segons el cens del 2000, Largo tenia 8.408 habitants, 3.471 habitatges, i 2.127 famílies. La densitat de població era de 1.064,4 habitants per km².
Dels 3.471 habitatges en un 31,7% hi vivien nens de menys de 18 anys, en un 34,3% hi vivien parelles casades, en un 22,4% dones solteres, i en un 38,7% no eren unitats familiars. En el 31,9% dels habitatges hi vivien persones soles el 3,3% de les quals corresponia a persones de 65 anys o més que vivien soles. El nombre mitjà de persones vivint en cada habitatge era de 2,41 i el nombre mitjà de persones que vivien en cada família era de 3,09.
Per edats la població es repartia de la següent manera: un 25,3% tenia menys de 18 anys, un 8,4% entre 18 i 24, un 35,9% entre 25 i 44, un 25,7% de 45 a 60 i un 4,7% 65 anys o més.
L'edat mediana era de 34 anys. Per cada 100 dones de 18 o més anys hi havia 73,7 homes.
La renda mediana per habitatge era de 58.130 $ i la renda mediana per família de 70.421 $. Els homes tenien una renda mediana de 40.067 $ mentre que les dones 37.417 $. La renda per capita de la població era de 26.312 $. Entorn del 3,2% de les famílies i el 5,3% de la població estaven per davall del llindar de pobresa.

## Poblacions més properes
El següent diagrama mostra les poblacions més properes.